# 4887 Takihiroi
4887 Takihiroi (1981 EV26) là một tiểu hành tinh vành đai chính được phát hiện ngày 2 tháng 3 năm 1981 bởi S. J. Bus ở Đài thiên văn Siding Spring trong khóa học thuộc Khảo sát tiểu hành tinh Schmidt-Caltech vương quốc Anh.
Thlà mộtsteroid was đặt tên theo Dr. Takahiro Hiroi, a Japanese planetary scientist, specializing in asteroid-meteorite spectroscopy.